# Валуй (річка)
Валуй( рос. Валуй) — річка в Росії, у Красногвардєйському й Валуйському районах Бєлгородської області. Ліва притока Осколу (басейн Азовського моря).

## Опис
Довжина річки 68 км, найкоротша відстань між витоком і гирлом — 46,26 км, коефіцієнт звивистості річки — 1,47. Площа басейну водозбору 1340 км².

## Розташування
Має витоки у селі Бирюч. Тече переважно на південний захід через села Валуйки, Ливенка, Мандрово, Насоново, місто Валуйки і впадає у річку Оскіл, ліву притоку Сіверського Дінця.
Приток: Валуйчик, Верхній Моїсей (праві); Полатівка (ліва).
Річку перетинає залізниця Південно-Східної залізниці на дільниці Олексіївка — Валуйки.

## Цікаві факти
- У місті Валуйки на правому березі річки розміщений Валуйський історико-художній музей.